# Masanobu Andō
Pour les articles homonymes, voir Ando.
Masanobu Andō (安藤政信, Andō Masanobu), né le 19 mai 1975 à Kawasaki, dans la préfecture de Kanagawa, (Japon) est un acteur et réalisateur japonais. 

## Biographie
En 1996, il a remporté le prix de la meilleure révélation (catégorie acteurs) de la Film Academy of Japan, pour son rôle dans son second film, Kids Return de Takeshi Kitano.
Masanobu Ando a beaucoup d'expérience à la fois sur le petit et le grand écran japonais. Il a joué des types de rôles très divers : 
- un handicapé mental dans Ao no jidai (Innocent World)
- un braqueur de banque dans Space Travelers, Drive
- un docteur dans Transparent
- un ninja dans Red Shadow
- un cadavre dans Monday.

Il est connu pour son rôle dans Battle Royale où il interprète un psychopathe à la folie meurtrière du nom de Kazuo Kiriyama.
Il a aussi joué un faussaire d’œuvres d’art dans une parodie de Battle Royale : Tokyo 10+01, un film à petit budget.
En plus d’être acteur, Ando a tourné des campagnes de publicité japonaises pour Pocky, un produit alimentaire japonais populaire, pour Toyota et pour les téléphones portables DoCoMo.
En 2003, il a réalisé son premier film, Adagietto. Sehr langsam, dans lequel a joué l’actrice japonaise Kumiko Aso.
On l’appelle parfois le Johnny Depp japonais.[réf. nécessaire]

## Filmographie

### Cinéma
- 1993 : Rex : kyoryu monogatari
- 1996 : Kids Return
- 1998 : Innocent World
- 1999 : Poppoya (Railroad Man)
- 1999 : Adrenaline Drive
- 2000 : Battle Royale (2000)
- 2000 : Space Travelers
- 2000 : Monday
- 2001 : Satorare (Transparent : Tribute to a Sad Genius)
- 2001 : Red Shadow : Akakage
- 2002 : Drive
- 2002 : Gakkou no Kaidan Noroi special
- 2003 : Short Films
- 2003 : Sonic Four Peace Vibe
- 2003 : Showa kayo daizenshu
- 2003 : Tokyo 10+01 (ou Tokyo Eleven)
- 2004 : Aimless Aegis
- 2004 : Black Kiss (ou Synchronicity)
- 2004 : 69
- 2005 : Gimmy Heaven
- 2006 : ''Big Bang Love, Juvenile A (４６億年の恋, 46-okunen no koi?) de Takashi Miike
- 2007 : Sakuran
- 2007 : Sukiyaki Western Django
- 2007 : Nightmare Detective
- 2008 : Mei Lanfang
- 2010 : Dao Jian Xiao
- 2011 : Sumagurâ
- 2019 :  Perdu au Japon
- 2021 : Kenshin : Le Commencement (るろうに剣心 最終章 The Beginning, Rurōni Kenshin saishū shō: The Beginning?) de Keishi Ōtomo : Takasugi Shinsaku

### Télévision
- 1997 : Tomodachi no koibito
- 1998 : Ao no jidai
- 1998 : Seija no koushin
- 1999 : Seinen wa kouya wo mezasu